# والی (قندهار)
والی (به لاتین: Wali) یک منطقهٔ مسکونی در افغانستان است که در ولایت قندهار واقع شده‌است.